# Damokles

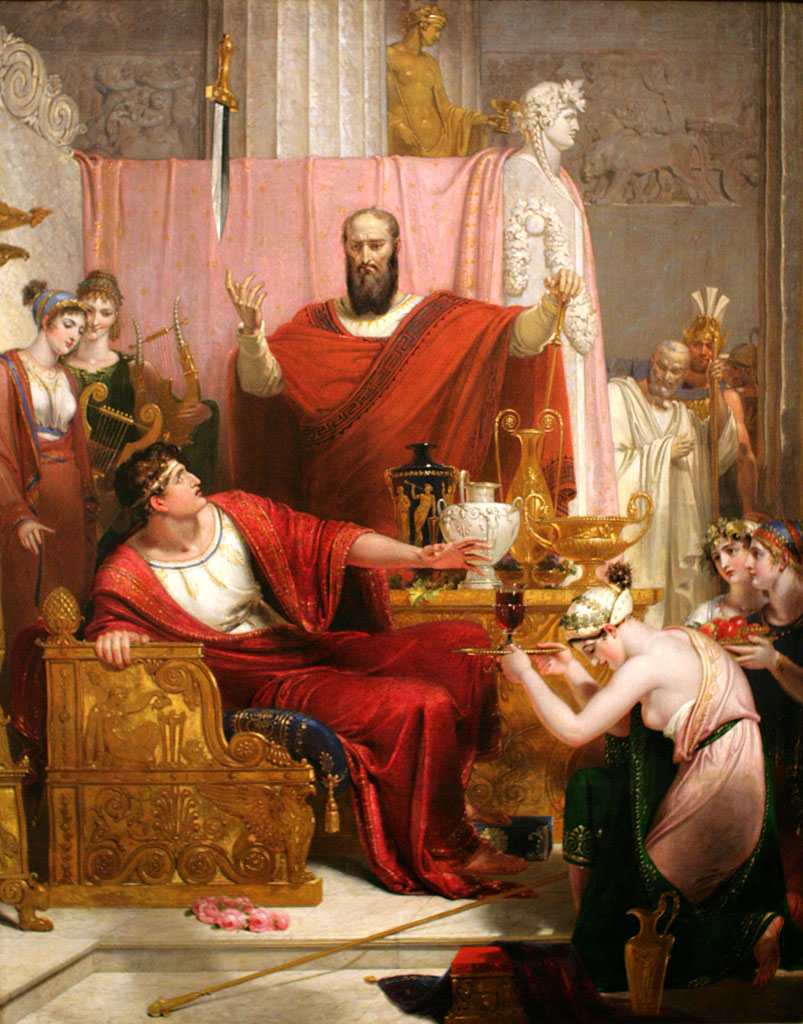
Damokles svärd. Målning av Richard Westall 1812.

Damokles, som var hovman hos tyrannen Dionysios av Syrakusa, avundades dennes lycka. När Damokles en gång inför sin herre prisade envåldshärskarens lyckliga och avundsvärda ställning, fick han vid ett gästabud inta härskarens plats, men ett skarpslipat svärd, upphängt i ett tagelstrå ovanför hans huvud, fick honom att inse att en furste ständigt är utsatt för fara. Därav benämningen damoklessvärd som sedan har blivit ett bevingat ord för överhängande fara.
Historien berättas av Cicero i Tusculanae Disputationes (cirka 45 f.Kr.).